# Phường 13, Quận 5
Phường 13 là một phường thuộc Quận 5, Thành phố Hồ Chí Minh, Việt Nam.
Phường 13 có diện tích 0,27 km², dân số năm 2021 là 8.239 người,  mật độ dân số đạt 30.514 người/km².